# Олешківський сосновий бір
«Олешківський сосновий бір» — заповідне урочище місцевого значення в Україні. Розташоване на південно-східній околиці міста Олешки Олешківського району Херсонської області.

## Загальний огляд
Рішенням виконкому Херсонської обласної Ради народних депутатів від 2 березня 1972 року № 100/4 затверджений пам'яткою природи місцевого значення під назвою «Цюрупинський сосновий бір», а рішенням виконкому Херсонської обласної Ради народних депутатів від 19 серпня 1983 року № 441/16 надано статусу заповідного урочища. 15 липня 2008 року було змінено його межі. 16 жовтня 2020 року назву заповіднику було змінено на сучасну у відповідності до Українського законодаства про декомунізацію.
Площа 290,0 га. Перебуває у віданні ДП «Степовий ім. В. М. Виноградова філіал УкрНДІЛГА».
Охороняються рослинний і тваринний світ, ландшафт, зокрема насадження сосни, білої акації та інші види рослин. Заповідне урочище має наукове, оздоровче та туристичне призначення.